# District de Chibabava
Le district de Chibabava est une subdivision administrative de la province de Sofala au nord du Mozambique. En 2007, sa population est de 101 667 habitants.

## Source de la traduction
- (en) Cet article est partiellement ou en totalité issu de l’article de Wikipédia en anglais intitulé « Chibabava District » (voir la liste des auteurs).